# Рорти, Ричард
Ри́чард Макке́й Ро́рти (англ. Richard McKay Rorty; 4 октября 1931, Нью-Йорк — 8 июня 2007, Пало-Алто) — американский философ, один из наиболее влиятельных современных представителей поздней аналитической традиции в философии, а также профессор философии в Принстонском университете, профессор гуманитарных наук в Виргинском университете и профессор сравнительной литературы в Стэнфордском университете в разные периоды. Основатель философского направления под названием философия будущего.
Среди его наиболее значимых работ выделяются — «Философия и зеркало природы» (1979), которая считается самой известной и влиятельной, «Последствия прагматизма» (1982) и «Случайность, ирония и солидарность» (1989).
Получил известность как философ, благодаря идее отказа от предшествующей философской традиции в отношении познания, согласно которой знание есть правильное представление («зеркало природы») человеческим сознанием мира, где существование последнего остается полностью независимым от этого представления. В этой идее знания как «зеркала природы» Рорти видел источник стагнации всей западной философии. В противовес ей он выступал за новую форму американского прагматизма, иногда называемую неопрагматизмом, в котором научные и философские методы образуют набор условных «словарей», от которых люди со временем отказываются или принимают их в соответствии с социальными условиями и практической пользой.
По мнению Рорти, отказ от представлений о знании и языке как о репрезентации ведет к состоянию ума, которое он предлагает называть «иронизмом» (Ironism). Состояние «иронизма» наступает тогда, когда люди полностью осознают случайность своего места в истории и содержания своего философского словаря. Рорти связал это с понятием «социальной надежды», полагая, что в состоянии «иронизма», без метафор между разумом и миром человеческое общество будет вести себя более мирным образом.

## Биография
Ричард Рорти родился 4 октября 1931 года в Нью-Йорке. Его родители, Джеймс и Уинифред Рорти, были активистами, писателями и социал-демократами. Его дед по материнской линии, Вальтер Раушенбуш, был центральной фигурой в протестантском движении социального Евангелия начала XX века. Его отец перенес два нервных срыва в течение жизни, второй из которых, случившийся в начале 1960-х годов, был более серьёзным и «включал претензии на божественное предвидение». Как результат, Ричард Рорти испытывал депрессию, будучи подростком, и в 1962 году начал шестилетнее психиатрическое исследование обсессивного невроза.
В своей автобиографии «Троцкий и Дикие орхидеи» Рорти вспоминает, что, размышляя о красоте сельских орхидей в Нью-Джерси и читая в доме родителей книгу, посвященную Льву Троцкому, у него сложилось некое подобие философского проекта и его основной задачи — «объять действительность и справедливость единым взглядом». В некрологе, составленном для Рорти Юргеном Хабермасом, отмечается, что контрастные детские переживания Рорти и вызвали его ранний интерес к философии. Хабермас описывает Рорти как ирониста:
«Ничто не является священным для ирониста Рорти. В конце своей жизни на вопрос о „святом“ строгий атеист ответил словами, напоминающими молодого Гегеля: „Мое чувство святого связано с надеждой, что когда-нибудь мои отдаленные потомки будут жить в глобальной цивилизации в которой любовь в значительной степени является единственным законом.“».
Рорти поступил в Чикагский университет незадолго до того, как ему исполнилось 15 лет, где он получил степень бакалавра и магистра философии, продолжив обучение в Йельском университете по специальности философия (1952—1956). Он женился на Амели Оксенберг Рорти, профессоре Гарвардского университета, с которой в 1954 году у него родился сын Джей. После двух лет в армии Соединённых Штатов он преподавал в Колледже Уэллсли в течение трех лет до 1961 года. Рорти развелся со своей первой женой, и затем в 1972 году женился на Мэри Варни Рорти, занимавшейся биоэтикой в Стэнфорде. У них было двое детей, Кевин и Патриция. Мэри Варни Рорти была практикующим мормоном, в то время как Ричард Рорти был строгим атеистом.
Рорти был профессором философии в Принстонском университете в течение 21 года (1961—1982 гг.). В 1981 году он стал реципиентом стипендии Мак-Артура, широко известной как «Премия гения», после чего в 1982 году стал профессором гуманитарных наук в Виргинском университете. В 1997 году Рорти стал профессором сравнительной литературы в Стэнфордском университете, где и прошел остаток его академической карьеры. В течение этого периода он был особенно популярен, и однажды пошутил, что его назначили на должность «временного профессора модных исследований».
Докторская диссертация Рорти представляла собой историческое исследование концепции потенциальности, но его первая книга (как редактора) «Лингвистический поворот» (1967) уже имела ярко выраженные признаки аналитической тенденции. После этого он постепенно знакомился с американским философским движением, известным как прагматизм, в частности с работами Джона Дьюи. Значительная работа, проделанная такими философами аналитического толка, как У. В. О. Куайн и У. Селларс, вызвала существенные сдвиги в воззрениях Рорти, что отразилось в его следующей книге «Философия и зеркало природы» (1979).
Для прагматизма в целом характерно положение, что значение предложения определяется его использованием в языковой практике. Ричард Рорти сочетал прагматизм в отношении истины и других вопросов с более поздней витгенштейновской философией языка, которая объявила, что значение (meaning) является социально-лингвистическим продуктом. В своей книге «Случайность, ирония и солидарность» (1989) он пишет: «Истина… не может существовать независимо от человеческого разума…»
Такой пересмотр взглядов заставил Рорти подвергнуть сомнению многие из самых основных положений философии, а также обеспечили ему место на сцене философии постмодернизма и деконструкционизма. Действительно, с конца 1980-х по 1990-е годы Рорти сосредоточился на континентальной философской традиции, изучая работы Фридриха Ницше, Мартина Хайдеггера, Мишеля Фуко, Жана-Франсуа Лиотара и Жака Деррида. Его работы этого периода включали в себя «Чрезвычайные обстоятельства», «Ирония и солидарность», «Очерки Хайдеггера и другие: Философские бумаги» (1991) и «Правда и прогресс: Философские бумаги» (1998). Последние две работы пытаются преодолеть дихотомию между аналитической и континентальной философией с помощью утверждения, что две традиции дополняют, а не противостоят друг другу.

## Философия
Рорти выступал как активный поборник релятивистских принципов прагматизма, направленных против сциентизма аналитической философии, с одной стороны, и «метафизики» — с другой. В широком плане его критика направлена против признания за философией статуса фундаментальной, законодательной дисциплины, будто бы обладающей «привилегированным доступом к реальности». С точки зрения Рорти, философия не может претендовать на ведущую роль в современной культуре, так как её «инструментарий» не более совершенен и удобен для образовательных целей, чем аппарат других «жанров» культуры, таких как поэзия или литературная критика. Внутри самой философии предметом рортианской критики является эпистемологическая традиция, которая ведёт от Платона через Декарта и Канта к современной аналитической школе. Согласно Рорти, эта традиция состоит в стремлении найти обоснование нашего знания или наших верований в каких-то незыблемых принципах и началах, вроде идей Платона, априорных категорий рассудка (Кант), независимых объектов (реалисты), «чувственных данных» (логические позитивисты), свойств нашего языка (аналитические философы). Рорти видит свою задачу в том, чтобы радикальным образом деконструировать и преодолеть это традиционное, восходящее к Декарту и Локку представление о философии как дисциплине, обеспечивающей точную репрезентацию бытия, — зеркале природы (mirror of nature), объективного мира. Отвергая корреспондентную теорию истины как «реалистическую догму», Рорти предлагает заменить эту изжившую себя эпистемологическую доктрину постпозитивистской концепцией когерентности как соответствия утверждения принципам и требованиям той или иной языковой игры, действующей в том или ином конкретно-историческом сообществе индивидов. Социум, понимаемый прежде всего как языковое сообщество, американский философ считает возможным рассматривать в качестве единственного обоснования человеческих знаний, норм и стандартов мышления, поведения. Это понятие во взглядах Рорти отождествилось с понятием «существования» объективного мира, точнее, исключило, сделало ненужным последнее. Философ (учёный, поэт) не в состоянии абстрагироваться от социальной среды, в которую он «погружён»; идеальная, внеисторическая «точка зрения Бога», которая могла бы гарантировать объективность исследования, остаётся для человека в принципе недостижимой. Познание, утверждает Рорти, возможно лишь с позиции ангажированного субъекта, вовлечённого в определённый социокультурный контекст; оно всегда ситуативно ограничено, конкретно-исторически обусловлено.
В 1981 году в статье «Философия в Америке сегодня» Рорти набросал общий портрет состояния философии в США, согласно которому американская философия должна двигаться от аналитической к постаналитической традиции. Главное, что, по мнению Рорти, характеризует современную эпоху, — это крах фундаментализма. Провал верификационистской стратегии неопозитивистов не был частной неудачей одной из частных теорий. Он свидетельствовал о невозможности обоснования знания вообще, о том, что платоновско-декартовско-кантовская традиция руководствовалась мифом — верила в Истину.

## Сочинения

### В оригинале
- The Linguistic Turn. Recent Essays in Philosophical Method (Ed. and with an introd. by R. Rorty). Chicago — London, 1967;
- Philosophy and the Mirror of Nature. Princeton, 1979;
- The Consequences of Pragmatism. Minnesota, 1982;
- The Historiography of Philosophy: Four Genres // Philosophy in History (Ed. by R. Rorty, J. B. Schneewind and Q. Skinner). Cambridge, 1984;
- The Contingency of Selfhood. Illinois, 1986;
- Contingency, Irony and Solidarity. Cambridge, 1989;
- Philosophical papers: Objectivity, Relativism, and Truth (Vol. 1), Essays on Heidegger and others (Vol. 2). Cambridge, 1991;
- Rorty and Pragmatism: The Philosopher Responds to His Critics. Nashville & L., 1995.

### На русском
- Рорти, Р. Случайность, ирония и солидарность / Перевод с англ. И. Хестановой, Р. Хестанова. — М.: Русское феноменологическое общество, 1996.
- Рорти, Р. [publ.lib.ru/ARCHIVES/R/RORTI_Richard/_Rorti_R..html Философия и зеркало природы] / Пер. с англ.; науч. ред. В. В. Целищев. — Новосибирск: Изд-во Новосиб. ун-та, 1997.
  - Рорти Р. Философия и зеркало природы / пер. с англ. Целищева В. В.. — М.: Канон+, 2021. — 368 с. — ISBN 978-5-88373-698-7.
- Рорти, Р. Обретая нашу страну: политика левых в Америке XX века / Пер. с англ. И. В. Хестановой и Р. З. Хестанова. — М.: Дом интеллектуальной книги, 1998.
- Рорти, Р. Универсализм, романтизм, гуманизм: Лекция / Пер. с англ. С. Д. Серебряного. — М.: РГГУ, 2004.
- Рорти Р. Историография философии: четыре жанра. — М.: Канон+, 2017. — 176 с. — ISBN 978-5-88373-053-4.

#### Статьи
- Рорти, Р. Философия и будущее / Пер. с англ. Т. Н. Благовой // Вопросы философии. — 1994. — № 6. — С. 29—34.
- Рорти, Ричард — Рыклин, Михаил. Беседа // Логос. — 1996. — № 8. — С. 132—154.
- Рорти, Р. Прагматизм без метода / Пер. Р. Хестанова // Логос. — 1996. — № 8. — С. 155—172.
- Рорти, Р. Тексты и куски / Пер. И. Хестановой // Логос. — 1996. — № 8. — С. 173—189.
- Рорти, Р. Постмодернистский буржуазный либерализм / Пер. и примеч. И. Джохадзе // Логос. — 1999. — № 9. — С. 96—104.
- Рорти, Р. Ответы на вопросы «Логоса» // Логос. — 1999. — № 5. — С. 20—21.
- Диалог с Ричардом Рорти / Пер. С. Львовского // Textonly. — № 1, сентябрь 1999.
- Рорти, Р. Антифундаментализм / Пер. с англ. С. Д. Серебряного // Новая философская энциклопедия. Т. 1.
- Рорти, Р. Историография философии: четыре жанра // Джохадзе, И. Д. Неопрагматизм Ричарда Рорти. — М.: УРСС, 2001. — 256 с.
- Рорти, Р. Троцкий и дикие орхидеи // Неприкосновенный запас. — 2001. — № 3.
- Рорти, Р. Огонь жизни/ Пер. А. Кардаша // sygma. — 2019.

### Книги
- Боррадори Дж. Американский философ Джованна Боррадори беседует с Куайном, Дэвидсоном, Патнэмом, Нозиком, Данто, Рорти, Кэйвлом, Макинтайром, Куном. — М.: Дом интеллектуальной книги, 1999.
- Джохадзе И. Д. Неопрагматизм Ричарда Рорти. — М.: УРСС, 2001. — 256 с.
- Юлина Н. С. Постмодернистский прагматизм Ричарда Рорти / Рос. акад. наук. Ин-т философии. — Долгопрудный: Вестком, 1998.
- Gascoigne N. Richard Rorty. — Cambridge and Malden, 2008. — С. 208.
- Malachowski A. R. Richard Rorty. — Princeton, 2002. — 224 с.

### Диссертации
- Куликов, Михаил Вячеславович. Неопрагматизм Ричарда Рорти как продолжение традиций классической американской философии: Дис. … канд. филос. наук : 09.00.03 — Томск, 2006.
- Пазолини Б. Соотношение эпистемологии и герменевтики в неопрагматизме Р. Рорти : Дис. … канд. филос. наук / Ин-т философии и права. — Новосибирск, 2005.
- Рыбас А. Е. Элиминативная постфилософия Ричарда Рорти в контексте европейского нигилизма : Дис. … канд. филос. наук : 09.00.03 — СПб., 2003.

### Статьи
- Вольф Ж.-К. Прагматизм с методом или без такового? Рорти versus Дьюи / Пер. Ю. Хубер и Р. Хестанова // Логос. — 1996. — № 8. — С. 190—205.
- Джохадзе И. Д. Неопрагматизм Ричарда Рорти и аналитическая философия // Логос. — 1999. — № 6. — С. 94-118
- Лаклау Э. Сообщество и его парадоксы: «либеральная утопия» Ричарда Рорти / Пер. А. Смирнова // Логос. — 2004. — № 6. — С. 100—115.
- Прагматизм Ричарда Рорти // История философии: Запад-Россия-Восток (книга четвёртая. Философия XX в.). — М.:'Греко-латинский кабинет' Ю. А. Шичалина, 1999. — 448 с.
- Н. С. Юлина. Рорти // Новая философская энциклопедия : в 4 т. / пред. науч.-ред. совета В. С. Стёпин. — 2-е изд., испр. и доп. — М. : Мысль, 2010. — 2816 с.
- Рыбас А. Е. Культура как разговор и структура: статус анормальности в герменевтике Рорти // Материальная и духовная культура: специфика взаимодействия. Сборник научных статей. СПб., 2000. С. 18-24.
- Рыбас А. Е. Элиминативизм Рорти и проблема обоснования новой рациональности // Серия «Symposium», Современная философия как феномен культуры: исследовательские традиции и новации, Выпуск 7/ Материалы научной конференции Санкт-Петербург: Санкт-Петербургское философское общество, 2001. С. 85-89.
- Рыбас А. Е. Рорти и Ницше: спор об истине // Рабочие тетради по компаративистике. / Гуманитарные науки, философия и компаративистика Санкт-Петербург	: Сайт Web-кафедра философской антропологи, 2003. C. 130—135.
- Рыбас А. Е. Ричард Рорти о проблеме взаимодействия наук о природе и о культуре в философском познании // Серия «Symposium»,	Методология гуманитарного знания в перспективе XXI века., Выпуск 12	/ К 80-летию профессора Моисея Самойловича Кагана. Материалы международной научной конференции. 18 мая 2001 г. Санкт-Петербург. Санкт-Петербург, 2001.	C.111.
- Рыбас А. Е. Основной вопрос философии будущего Рорти // Россия — Запад — Восток: компаративные проблемы современной философии, 2004.
- Рыклин М. К. Колыбель качается над бездной (Ричард Рорти читает Владимира Набокова) // Логос. — 1996. — № 8. — С. 206—218.
- Ускова Е. В. Р. Рорти: философия как герменевтика // София: Рукописный журнал Общества ревнителей русской философии. Вып. 4. 2002.
- Философия Ричарда Рорти и постмодернизм конца XX века : Материалы Межвуз. науч. конф., 28-29 окт., Санкт-Петербург / Сост. и отв. ред. д-р филос. наук, проф. А. С. Колесников. — СПб., 1997.
- Философский прагматизм Ричарда Рорти и российский контекст: Сборник / Рос. акад. наук, Ин-т философии; составитель А. А. Сыродеева; отв. ред. А. Рубцов. — М.: Фонд «Традиция», 1997.
- Хестанов Р. «И — остановился перед ироническим либерализмом». Читаем Герцена глазами Рорти // Логос. — 1996. — № 8. — С. 92—116.